# Nesiota elliptica
Nesiota elliptica là một loài thực vật có hoa trong họ Táo. Loài này được (Roxb.) Hook.f. mô tả khoa học đầu tiên năm 1870.